# Live in Japan (альбом The Runaways)
Live in Japan — концертный альбом американской рок-группы The Runaways, выпущенный 24 июня 1977 года лейблом Mercury.

## Об альбоме
Изначально альбом был выпущен только в Японии, где была сконцентрирована их единственная основная фанатская база, и он не предназначался для выпуска в США или Великобритании. Для других рынков он был доступен в ограниченных партиях в отделах импортных пластинок магазинов. В этой связи диск стоил значительно дороже: в Соединённом Королевстве он продавался по цене около 9 фунтов стерлингов за штуку, а в Соединённых Штатах — от 10 до 12 долларов. Это был последний альбом The Runaways, на котором появились Шери Кэрри и Джеки Фокс. Причём уход последней произошёл во время самого японского турне и был особенно драматичен: ходили слухи о попытке самоубийства девушки.
Концертная программа, помимо песен собственного сочинения, изобиловала кавер-версиями: такие как классическая композиция The Velvet Underground «Rock & Roll» и «Wild Thing» Чипа Тейлора была исполнена барабанщицей музыкального коллектива Сэнди Уэст. Кроме того, ещё два трека («All Right You Guys» и «I Wanna Be Where the Boys Are») были взяты из репертуара новой группы бывшего продюсера The Runaways Кима Фоули — Venus and the Razorblades.

## Запись, микширование и упаковка
Live in Japan был записан в токийском концертном зале 12 июня 1977 в Tokyo Koseinenkin Kaikan, а также в театре Shibuya Kokaido.
По завершении записи получившейся материал был микширован 18-го и 19 июня 1977 года в студии звукозаписи Onkio Haus.
Оригинальный тираж отличался богатым оформлением. Грампластинка была упакована в конверт формата «гейтфолд», раскрывавшийся таким образом, что, изображённые по пояс на лицевой стороне обложки, участницы квинтета становились видны в полный рост. Таким образом конверт превращался в плакат. Кроме этого набор комплектовался вкладками с индивидуальным портретами каждой участницы, на обороте которого была её анкета, ещё одним групповым портретом The Runaways и серией наклеек.

## Восприятие
Невзирая на ограниченную доступность, музыкальная пресса заметила выход диска. Причём отзывы современников были преимущественно восторженными. Сэнди Робертсон из Sounds, поставившая концертнику высший балл, провозгласила The Runaways одной из лучших хард-рок-н-ролльных групп на сцене и на планете, независимо от возраста и/или пола. «Слишком долго к ним относились как к шутке», — писала она, — «но этот кусок винила доказывает, что они МОГУТ играть (и играть намного лучше, чем некоторые хвалёные лондонско-нью-йоркские группы новой волны)». Крис Брейзер в своей рецензии от 26 ноября 1977 года для британского еженедельника Melody Maker также счёл, что Live in Japan был убедительным доказательством способности The Runaways делать чертовски потрясающие концерты и что слушатели и не могли надеяться на более мощное и показательное воплощение того, чем была первая инкарнация группы (уже распавшаяся к моменту выхода обзора).
Также большинство критиков похвалило отличную работу японских специалистов, обеспечивших плотный и чистый звук, который хорошо подходил группе. Мартин Попофф обратил внимание, что на не вошедшей ни в один студийник «Gettin’ Hot» The Runaways звучат тяжелее, чем когда-либо сих пор. «Грязная ритм-гитара Джоан Джетт также доставляет удовольствие на протяжении всего альбома», — отмечала Сэнди Робертсон и в заключение давала совет, — «покупайте его, даже если вам придётся раскошелиться на импортные надбавки; это тот диск, который я включаю, когда хочу напомнить себе, почему рок-н-ролл был великолепен и почему он всегда будет великолепен». Мартин Попофф же считал, что Live in Japan представляет собой торжество 1970-х.

## Треклист
| №  | Название              | Автор(ы)                                       | Длительность |
| -- | --------------------- | ---------------------------------------------- | ------------ |
| 1. | «Queens of Noise»     | Билли Бизо                                     | 3:19         |
| 2. | «California Paradise» | Ким Фоули, Джоан Джетт, Кари Кроум, Сэнди Уэст | 2:57         |
| 3. | «All Right You Guys»  | Даниэль Фэй, Боб Уиллингэм                     | 3:34         |
| 4. | «Wild Thing»          | Чип Тейлор                                     | 3:45         |
| 5. | «Gettin’ Hot»         | Джеки Фокс, Лита Форд                          | 4:10         |
| 6. | «Rock & Roll»         | Лу Рид                                         | 3:38         |

| №                   | Название                          | Автор(ы)                         | Длительность |
| ------------------- | --------------------------------- | -------------------------------- | ------------ |
| 1.                  | «You Drive Me Wild»               | Джоан Джетт                      | 3:15         |
| 2.                  | «Neon Angels on the Road to Ruin» | Лита Форд, Ким Фоули, Джеки Фокс | 3:46         |
| 3.                  | «I Wanna Be Where the Boys Are»   | Ким Фоули, Рони Ли               | 2:50         |
| 4.                  | «Cherry Bomb»                     | Джоан Джетт, Ким Фоули           | 2:12         |
| 5.                  | «American Nights»                 | Марк Энтони, Ким Фоули           | 4:04         |
| 6.                  | «C’mon»                           | Джоан Джетт                      | 4:14         |
| Общая длительность: | Общая длительность:               | Общая длительность:              | 44:14        |

## Участники записи
Список составлен в соответствии с информацией базы данных Discogs.

| The Runaways: - Шери Кэрри — ведущий вокал, бэк-вокал на «Wild Thing» - Джоан Джетт — ритм-гитара, бэк-вокал - Лита Форд — соло-гитара, бэк-вокал - Джеки Фокс — бас-гитара, бэк-вокал - Сэнди Уэст — ударные, бэк-вокал, ведущий вокал на «Wild Thing» | Технический персонал: - The Runaways — музыкальный продюсер - Кент Дж. Смайт — музыкальный продюсер, инженер сведе́ния - Тосио Кобаяси — звукорежиссёр - Такаси Китадзава — инженер сведе́ния - Масао Охокия — дизайнер конверта пластинки - Акиёси Мияшита — фотограф - Эйитиро Саката Апач — фотограф |

## Позиции в хит-парадах
| Хит-парад (1977)    | Высшая позиция | Пребывание |
| ------------------- | -------------- | ---------- |
| Швеция (Topplistan) | 33             | 1 неделя   |